# Dicranomyia (Euglochina) novaeguineae novaeguineae
Dicranomyia (Euglochina) novaeguineae novaeguineae is een ondersoort van de tweevleugelige Dicranomyia (Euglochina) novaeguineae uit de familie steltmuggen (Limoniidae). De ondersoort komt voor in het Australaziatisch gebied.